# I Close My Eyes
I Close My Eyes è una ballata pop della cantante tedesca Sandra, pubblicato l'11 novembre 2002 dalla Virgin Records come terzo ed ultimo singolo dal settimo album The Wheel of Time dello stesso anno. La canzone è stata scritta da Andy Jonas, che fu la voce maschile con lei per gli album Close to Seven e Fading Shades. I Close My Eyes è stata prodotta da Michael Cretu e Jens Gad. La canzone non ha avuto molto successo, raggiungendo solamente la posizione 93 in Germania.

## Formato e lista delle canzoni
CD Single
1. I Close My Eyes — 4:08
2. Forgive Me (Chill Out radio mix) — 4:18
3. The Wheel of Time — 4:09
4. Forever (video) — 3:44